# Muzeum Regionalne w Kraśniku
Muzeum Regionalne w Kraśniku – oddział Muzeum Narodowego w Lublinie, mający swoją siedzibę w Kraśniku.

## Opis
Powstało w 1976 r. w związku z obchodami 600-lecia Kraśnika. Posiada zbiory regionalne historyczne i etnograficzne oraz zabytki archeologiczne. Zbiory etnograficzne prezentują zabytki związane z kulturą i sztuką ludową regionu: kolekcję ceramiki urzędowskiej od XVIII w. po czasy współczesne, duży zbiór eksponatów dotyczących kultury materialnej wsi i plastyki obrzędowej. 
Wśród zbiorów historycznych znajdują się księgi z biblioteki klasztoru Kanoników Regularnych, fotografie dawnego Kraśnika i jego mieszkańców, dokumenty z okresu okupacji. Kolekcja obejmuje także zbiory militariów z I i II wojny światowej oraz oporządzenia wojskowego. Zabytki archeologiczne pochodzą głównie z licznych badań własnych muzeum, m.in. na cmentarzyskach ciałopalnych z epoki brązu w Świeciechowie, cmentarzysku z późnego okresu lateńskiego w Pikulach i cmentarzysku z okresu wpływów rzymskich w Kraśniku-Piaskach, a także na Zamczysku - siedzibie dawnych właścicieli Kraśnika. 
Filią muzeum jest Muzeum 24 Pułku Ułanów.